# 洪潤夏
洪 潤夏（ホン・ユナ、ハングル：홍윤하、2001年7月18日 - ）は、日本の女子バスケットボール選手である。ポジションはシューティングガード。Wリーグの東京羽田ヴィッキーズ所属。

## 来歴
東京都出身。
東京成徳大中学でジュニアオールスター3位、東京成徳大高校でインターハイ・ウインターカップベスト8を経験。
東京医療保健大進学後は2年次にインカレV6達成。
2024年、東京羽田ヴィッキーズへ加入。